# Olgerdige
Olgerdige (dänisch auch mit bestimmtem Artikel Olgerdiget) bezeichnet eine Befestigungsanlage zwischen der Thingstätte Urnehoved und dem heutigen Ort Tinglev in Nordschleswig, Dänemark. Eine Fortsetzung im Norden bis Aabenraa wird angenommen. Das Bauwerk wird auf das 1. Jh. u. Z. datiert.
Grundlegende Untersuchungen wurden in den 1960er und 70er Jahren durchgeführt. Hans Neumann verfasste das archäologische Standardwerk. Seit den 2000er Jahren kamen weitere Forschungen, auch dendrochronologische Untersuchungen, hinzu.
Der Name leitet sich ab aus:
- Olger: Personenname, basierend auf der Legende von Holger Danske; alternativ: Zusammenhang mit altengl. ealgian, Verteidigung, Schutz
- dige: urspr. Grube, Graben oder Grab, später auch Hügel, Damm, Erdwall

Es wurden drei Bauphasen festgestellt:
1. Errichtung in einem Zug, dendrochronologisch festgestellt für den Zeitraum 22 bis 31 n. Chr., wobei das Jahr 31 am wahrscheinlichsten ist[4]. Es wurde lediglich eine Palisadenreihe errichtet.
2. Zweite Bauphase 51 n. Chr.[5] Die Palisade wurde durch weitere Reihen sowie Graben und Wall ergänzt.
3. Dritte Bauphase um 90 u. Z.[6]

Die Anlage wird als Grenzbefestigung zwischen den Angeln und den Jüten angesehen. Dies deckt sich mit den vorgefundenen unterschiedlichen Bestattungssitten dieser Gruppen zu dieser Zeit, die sich räumlich entsprechend abgrenzen lassen. So werden von den Jüten über lange Zeiträume Körperbestattungen vorgenommen, während bei den Angeln die Tradition der Brandbestattung vorherrscht. Neuerdings werden die Warnen als nördliche Nachbarn der Angeln im Over-Jerstal-Kreis im Betrachtungszeitraum diskutiert. Einen möglichen historischen Bezug überliefert Tacitus, Germania 40.1., wenn er von den varinii spricht.
Der Olgerdige war nicht nur Verteidigungsanlage, sondern sperrte bzw. kontrollierte auch drei bereits in vorgeschichtlicher Zeit nachweisbare Wege.
Der Olgerdige könnte Teil einer größeren Grenz- und Verteidigungslinie sein, die die komplette dänische Halbinsel etwas nördlich der heutigen deutsch-dänischen Grenze von West nach Ost durchzieht. Die Linie beginnt im Westen bei den Burgen Archsum-Burg (Sylt) und Trælbanken (nahe Hoyer), nutzt von Ost nach West fließende Flüsse und endet beim Olgerdige.
Insgesamt wurden 28 Wallanlagen oder Sperrwerke in Dänemark gefunden, die meisten jedoch aus frühmittelalterlicher Zeit. Der Olgerdige nimmt aufgrund seiner Größe und seines Alters eine Sonderstellung ein.
Mitte des 2. Jh. n. Chr. hatten die Angeln die Warnen weiter nach Norden gedrängt und einen neuen Wall, den Æ Vold errichtet. Der Olgerdige verlor seine Bedeutung.
Es wird ein Zusammenhang mit der von Prokop erwähnten Verdrängung der Heruler angenommen. 